# 바이올린
바이올린(이탈리아어: violino, 독일어: Violine, 프랑스어: violon, 영어: violin)은 완전 5도로 조율하는, 현이 넷인 찰현악기이다. 비올라, 첼로와 더불어 바이올린족 악기에 속하며, 그중 가장 높은 음역대의 소리를 낸다. 피아노와 대등할 만큼 인기가 많은 악기이다. 바이올린은 현대 오케스트라에서 주도적인 역할을 담당하며, 가장 많은 수를 차지하는 악기이다. 보통 관현악단에서는 제1바이올린과 제2바이올린으로 나눈다.
바이올린의 네 현은 네 옥타브 이상의 음역을 가지며 모든 반음과 미분음도 낼 수 있다. 바이올린의 비범한 음악적 다양성은 서정적인 매력과 경쾌함이 어울려 연주자의 연주 솜씨에 따라 따뜻하고 서정적인 모차르트 작품에서 바그너의 극적인 대곡에 이르기까지 모든 표현을 해낼 수 있다.
유명한 바이올린으로 스트라디바리우스, 과르네리와 아마티 등이 있다.

## 역사
바이올린이 세상에 처음 등장한 것은 16세기 초로 알려져 있다. 현존하는 가장 오래된 악기는 16세기 후반의 것이지만, 그 이전에도 북부 이탈리아를 비롯하여 유럽 각지의 회화나 문헌에서 바이올린이 묘사되어 있다. 비올족보다 늦게 생겨났고, 그 우수한 기능으로 비올족의 현악기와 대체되었다. 바이올린족의 기원은 그다지 오래되지 않았지만 확정적인 설은 없다. 다만 바이올린족은 비올족과는 깊은 관계가 있고 비올족에 이어 생겨난 것으로 보인다.
15세기 후반 비올족이 류트나 레벡(rebec)과 함께 궁정 기악 합주의 중심적인 자리를 차지하였다. 거의 같은 시기에 이탈리아 상업 자본주의가 발전하여 신흥 상업 자본가가 베네치아 극장을 세워 오페라나 기악합주 연주회가 시민에게 개방되었다. 그러나 넓은 극장의 여러 청중 앞에서는 비올족 악기는 음량이 너무 작아 충분한 표현을 할 수 없었다. 한편 이탈리아 오페라는 종교적 요소에서 떨어져 나와 해방된 인간 감정을 새로운 형식 속에 풍요롭게 표현하는 방향으로 나아가기 때문에 극장의 관현악도 종래의 관악기 중심의 편성에서 현악기 중심의 편성으로 발전하였다. 이때 현의 수효가 많고 좁은 음넓이에 각기 별종 악기를 필요로 하는 비올족으로는 새로운 시대적 요구를 충족할 수 없었다. 이와 같은 상황 아래서 비올족으로부터 바이올린족으로의 이행이 시작되었다.
현존하는 가장 오랜 바이올린은 가스파로디·베르톨롯티(1540경-1609)가 제작한 것이다. 이후 바이올린은 비올족과 1세기 이상이나 세력을 다투면서 비올족에 영향을 주어 여기에서 비올의 일종이 비올라가 되고 가장 낮은음악기 비올로네가 1520년경부터 높은 음넓이로 발전하여 첼로를 낳았다. 비올로네 자체는 바이올린과 음질이 균등하도록 개량되어 현재의 콘트라베이스로 되었고 1530년경부터 1705년 사이에 바이올린족은 완성되었다.
18세기 중엽부터 바이올린 구조는 몇 가지 중요한 변화가 나타난다. 음악회 전용 연주회장이 생기자 청중 수가 많아져 악기에 더 큰 음량과 화려한 음색이 필요해졌다 그리하여 바이올린의 목과 지판은 길어지고 줄받침은 높아졌으며, 옆판은 두꺼워지고 공명판은 얇아졌다. 또 더욱 높은 피치에 대응하기 위해 목 부분이 뒤로 젖혀졌다. 활이 현재와 같은 형태가 된 것은 18세기 말이다. 처음에는 반원형, 즉 무기의 활을 닮은 모습이었지만 기술적 요청에 따라 서서히 개량되었다.
18세기 이전에 만들어진 악기의 대부분은 현재와 같이 개량되었으며 이들을 현대식 바이올린이라고 한다. 또, 수리를 받지 않고 원형을 유지하고 있는 것을 바로크 바이올린이라고 한다. 그러나 현대에 만들어진 바이올린도 바로크 바이올린의 형태로 되어 있으면 바로크 바이올린이라고 부르기도 한다. 지금은 음향을 전기 신호로 바꾸는 전기 어쿠스틱 바이올린, 현의 진동을 직접 전기 신호로 바꾸는 전기 바이올린도 등장하였다.

## 구조
바이올린은 80개가 넘는 부품으로 구성되어 있고, 현이 4개이다.

### 본체
전체 길이는 약 60cm이며, 무게는 대체로 500g 미만이다. 악기는 나무로 되어 있는데, 부위에 따라 쓰이는 나무는 다르다. 바이올린에는 보호를 위해 니스칠이 되어 있으며, 이로써 악기가 광택이 있게 되어 외형이 아름다워 보이게 한다. 몸통은 앞판과 뒤판이 옆판을 가운데 두고 마주 붙인 빈 통으로 현의 진동은 줄받침(bridge)을 통하여 앞판에서 공명이 일어난다. 앞판의 공명은 앞판과 뒤판 사이에 세운 버팀막대(soundpost)를 통하여 뒤판에 전달된다. 앞판에는 F구멍(F-hole)이 좌우 대칭으로 뚫려 있고, 몸통의 공명으로 생긴 공기 진동을 외부로 전한다. 옆판은 앞판과 뒤판을 가장자리에서 결합시키며, 양 옆이 굽은 모양이어서 활이 자유롭게 움직일 수 있게끔 하며 형체를 아름답게 보이게 한다. 몸통의 상부에 목(neck)이 붙는다. 목은 현을 조작하는 지판을 받치는 부분으로 목의 상부에는 소용돌이 모양의 머리(scroll)가 달린 줄감개집(peg box)이 있고 좌우에 2개씩의 줄감개(peg)를 꽂아 4줄의 현을 감는다. 4줄은 줄베개(nut)를 통하여 주로 흑단으로 만든 지판(指板, finger board) 위를 지나며 줄받침의 위를 거쳐 줄걸이판(tailpiece)에 4줄을 맨다. 줄걸이판의 밑쪽은 실로 끝핀(endpin)에 묶는다.

### 현
4개의 현으로 되어 있다. 정면에서 볼 때 왼쪽이 저음, 오른쪽이 고음의 현이며 G현, D현, A현, E현이다. 원래 네 현은 모두 양의 창자로 만들었으나 대략 1700년 이후에는 음색을 개량하기 위해 G선은 은선으로 감았다. 오늘날도 G, D, A선은 이렇게 만들지만, E선은 대개 강철 현이다.
줄감개를 돌리면서 음의 높낮이를 조절할 수 있지만 E선은 가늘어서 끊어지기 쉽기 때문에 미세조율기라는 작은 나사를 사용하여 높낮이를 조절하기도 한다. 어린이는 줄감개를 돌리기 힘들기 때문에 모든 현에 미세조율기를 달기도 한다.

### 활
탄력 있는 굽은 목제 막대기에 말 꼬리 털이 평평하게 쳐 있고 이 털에 송진을 발라 마찰을 강하게 한다. 이로써 현 위를 비빌 수 있게 된다. 헤드에는 팁으로 불리는 얇은 보호판이 있고 상아, 쇠뼈, 은판이 이용되어 왔지만 최근에는 나일론 계열의 합성 수지를 쓰는 경우가 많다. 은판 등의 금속제 팁은 핀을 가리면서 고정하므로 헤드 부분의 안쪽에 균열이 일어날 수 있다. 활은 오래되었지만 잘 보관된 프랑스제가 가장 뛰어나다. 브라질우드, 페르남부코로 만든다. 나무활은 부러질 수 있기 때문에 카본으로 만든 활도 존재한다.

## 음향
현이 활과 마찰하면서 진동이 일어난다. 음색은 종류나 활을 잡는 법에 따라 바뀔 수 있다. 음색은 악기마다도 특색이 나온다. 이러한 소리의 차이에 대해서는 음향학에서도 확실하지 않은 부분이 많다. 니스의 영향에 대해서도 많은 논의가 있었지만 보통은 니스 자체가 악기의 음질을 좋게 하는 것은 아니라고 말한다. 음색은 모든 악기 중에서 가장 표현력이 풍부하며 극히 감성적이어서 표정이 풍부하여 무한한 변화가 가능하다. 바이올린족은 바이올린·비올라·첼로·콘트라베이스의 4종으로 이 현악 합주는 가장 비슷한 동질의 음색과 다양한 표현력을 가지고 있다.

## 연주

### 비브라토
비브라토(vibrato: 진동)은 현대 바이올린 연주의 특색 가운데 하나이다. 현을 누른 손가락을 가볍게 아래 위로 움직이면 비브라토로 음이 강렬해진다. 18세기와 19세기에 비브라토는 단순한 장식음으로 여겼다. 20세기 이전 음악에서는 비브라토가 필요한 곳에 따로 표시하였으나, 오늘날에는 일반적으로 비브라토가 필요없는 곳에 별도로 표시하는 것이 관행이다. 비브라토는 프리츠 크라이슬러, 야사 하이페츠와 같은 연주자의 영향을 받아 1930년대에 유행하였다. 비브라토를 잘 구사하기 위한 핵심은 손가락의 첫째 관절을 유연하게 움직이는 것이다 (http://violins.tistory.com/58).

### 아르코
아르코(arco)는 가장 보편적 주법으로 현을 활로 마찰하여 연주하는 방법이다.

### 피치카토
피치카토(pizzicato)는 현을 손가락으로 뜯어 음을 내는 방법이다.

### 플래절레트
플래절레트(Flageolett)(또는 하모닉스)는 현 위에 손가락을 가볍게 대어 활로 현을 켜서 높은 휘파람 같은 음을 내는 방법이다. 이 주법에는 자연적 플래절레트와 기교적 플래절레트의 두 가지가 있다. 자연적 플래절레트는 현의 진동의 마디에 해당하는 점에 왼손가락을 가볍게 대어 연주하므로 한정된 음높이밖에 낼 수 없다. 기교적 플래절레트는 왼손의 검지손가락으로 현의 일정한 곳을 누르고 다른 손가락으로는 4도 위의 점을 가볍게 대어 음을 만든다. 이 방법으로는 어떠한 높은음도 만들 수가 있으나 자연적인 플래절레트에 비하면 연주가 어렵다. 이 밖에 많이 쓰이는 주법으로는 현을 활의 목부(木部)로 두드리는 콜 레뇨(col legno) 등이 있다.

## 바이올린 음악
초기 바이올린은 노래와 함께 연주하거나 무용 반주로 연주하였다. 전자의 경우 바이올린 연주자는 성악용의 총보를 썼으나, 후자의 무용 반주자들은 모두 외워서 연주했기 때문에 16세기 말까지 전용 바이올린 총보가 없었다. 바이올린곡으로 특별히 만든 최초의 곡은 1582년 발타자르 드 보요윌스(Baltahazar de Beaujoyeulx)가 프랑스 궁정을 위해 작곡한 '발레 코미크 드 라 루아느'(Balet Comique de la Royne)로, 이 곡은 2곡의 춤곡으로 이루어져 있는데 여기에는 10대의 바이올린이 네 파트로 나뉘어 기보되었다. 왕실의 후원으로 바이올린 음악은 비약적으로 발전하였다. 비올족을 선호하는 귀족들은 바이올린이 울림은 좋으나 음량은 적은 악기라고 경시하였다. 그러나 1626년 루이 13세의 궁정에서 '24 바이올린'이라는 합주단이 설립되어 바이올린에 대한 사회적 평가가 크게 높아졌다.
1820년경 루이 슈포어가 바이올린을 아래턱에 대는 방식을 고안하기 전까지는 가슴에 붙이기, 어깨에 놓기, 목의 좌우 중 어느 한쪽에 끼우기, 민속 음악의 경우 왼쪽 팔뚝에 지탱하기 등 여러 방법으로 연주하였다.

## 바이올리니스트 목록
- 김동진
- 김동현
- 김봄소리
- 고소현
- 권혁주
- 그뤼미오
- 남린
- 니콜로 파가니니
- 다비드 오이스트라흐
- 막심 벤게로프
- 숀 매킨
- 신지아
- 신예찬
- 안네-조피 무터
- 야샤 하이페츠
- 양인모
- 어윤일
- 율리아 피셔
- 이츠하크 펄먼
- 이다 헨델
- 이바 비토바
- 이작 펄만
- 이태규
- 예노베파 보코바
- 자닌 얀선
- 장영주
- 정경화
- 존 시헌
- 클라라 주미 강
- 핀커스 주커만
- 피터 토시
- 하이페츠
- 한수진
- 헨리 라우
- 헨리크 비에니아프스키
- 힐러리 한

## 민속 바이올린
바이올린은 세계 도처에서 민속 음악에 쓰이고 있다. 민속 바이올린 연주자는 정규 관현악단 바이올린 연주자처럼 관습에 얽매이지 않으며, 악기를 반드시 아래턱에 대고 연주하지도 않는다. 컨트리 밴드의 피들(현악기) 연주자들은 마치 곡예사처럼 악기를 뒤집거나 거꾸로 들거나 등 뒤에 놓고 연주하기도 하고, 심지어는 다리 밑에 놓고 악기를 가지고 재주를 부리며 연주한다. 북아메리카에서는 민족 무용 음악을 연주할 때 바이올린을 가슴이나 허리에 대고 연주하지만, 북아프리카에는 땅에 앉아서 바이올린을 왼쪽 무릎에 세워서 연주하기도 한다.

## 같이 보기
- 바이올린 교육 방식 논란
  - 스즈키 신이치(일본어판)
    - 스즈키 메서드(Suzuki method)

  - 마크 오코너(영어판)
    - 오코너 메서드(O'Connor method)
- 바이올린족
- 바이올린 8중주
- 피들 - 민속 바이올린.
- 바흐활
- 비엘레
- 비올라 다 브랏쵸
- 바로크 바이올린
- 비올족
- 현악기
- 슈트로 바이올린(Stroh Violin): 어쿠스틱 녹음 시대의 녹음용 특수 바이올린. 소리를 증폭시키기 위한 나팔이 붙어 있다.
- 전기 바이올린: 현의 진동을 픽업으로 주워, 전기신호로 변환해 출력하는 바이올린. 공명을 위한 동체가 없다.
- 전기 어쿠스틱 바이올린
- 비올라 폰: 형상으로서는 일렉트릭 기타에 가깝지만, 활로 연주하는 악기이다.
- 약음기
- 바이올린 소나타
- 바이올린 협주곡
- f자 구멍
- 크레모나